# Republica Sovietică Socialistă Kirghiză
Republica Sovietică Socialistă Kirghiză a fost numele sub care a fost cunoscut Kîrgîzstanul în perioada în care a făcut parte din cadrul Uniunii Sovietice. Constituită pe 14 octombrie 1924 ca Regiunea Autonomă Kara-Kirghiz a RSFS Ruse, a fost transformată în RASS Kirghiză pe 1 februarie 1926, fiind încă parte a republicii unionale ruse ca republică autonomă. Pe 5 decembrie 1936, Kîrgîzstanul a devenit republică de sine stătătoare, constituentă a Uniunii Sovietice ca RSS Kirghiză.
Republica și-a proclamat independența pe 31 august 1991, după ce doar cu o zi mai înainte fusese redenumită Republica Kîrgîzstan.